# Honguedosundet
Honguedosundet (franska: Detroit d'Honguedo, engelska: Honguedo Strait) är ett sund i östra Québec i Kanada. Det flyter mellan Anticosti Island och Gaspéhalvön. Det är ett av två utlopp i Saint Lawrencefloden i dess mynning, Saint Lawrenceviken. Den andra är Jacques Cartier-sundet på norra sidan av Anticosti Island.
Honguedosundet är cirka 70 kilometer brett på det smalaste stället.
Namnet Honguedo dök först upp i rapporterna från Jacques Cartier 1535-1536. På 1500-talet var det känt som Saint-Pierre-sundet, speciellt på kartor av Gerardus Mercator (1569) och Cornelius Wytfliet (1597). Honguedo kom inte i bruk förrän på 1900-talet och 1934 antog Québecs geografiska styrelse officiellt namnet för att fira 400-årsjubileumet av Jacques Cartiers ankomst i Nordamerika. Ändå är ursprunget till namnet oklart. Det kan härröra från mi'kmaq-ordet för "mötesplats", eller från det irokesiska ordet hehonguesto, vilket betyder "ens egen näsa".